# Михалкин, Григорий Борисович
Григорий Борисович Михалкин — российский математик, специалист по топологии вещественных алгебраических многообразий, тропической алгебраической геометрией и амёбам комплексных многообразий.

## Биография
Закончил Санкт-Петербургский государственный университет в 1991; защитил диплом под руководством Вячеслава Михайловича Харламова и Олега Яновича Виро.
В 1993 году защитил диссертацию под руководством Сельмана Акбулута в Мичиганском государственном университете по классификации гладких замкнутых многообразий с точностью до раздутия.
В 1995 году защитил кандидатскую диссертацию в Институте Стеклова в Санкт-Петербурге под руководством Олега Виро.
С 1993 года является сотрудником Института Стеклова в Санкт-Петербурге. Будучи аспирантом, он учился в Институте перспективных исследований в 1993/94 году, в Институте математики Макса Планка в Бонне в 1994/95 году, в Университете Торонто в 1995/96 году и в ИИГС в 1996/97 году.
С 1997 года преподаватель Бенджамина Пирса, а затем доцент Гарвардского университета, а в 1999 году стал доцентом Университета Юты.
Был приглашённым профессором в IMPA в Рио-де-Жанейро, в Институте Миттаг-Леффлера и в IHES.

## Признание
- Премия молодых математиков Санкт-Петербургского математического общества.
- Приглашённый докладчик на Международном конгрессе математиков 2006 года в Мадриде (Тропическая геометрия и её приложения).[8]